# Respiratory Physiology & Neurobiology
Respiratory Physiology & Neurobiology is een internationaal, aan collegiale toetsing onderworpen wetenschappelijk tijdschrift op het gebied van de fysiologie van het ademhalingsstelsel. De naam wordt in literatuurverwijzingen meestal afgekort tot Respir. Physiol. Neurobiol. Het wordt uitgegeven door Elsevier en verschijnt 15 keer per jaar.
Het tijdschrift is in 1966 opgericht onder de naam Respiration Physiology. In 2002 kreeg het zijn huidige naam.